# П-301 «Топаз»

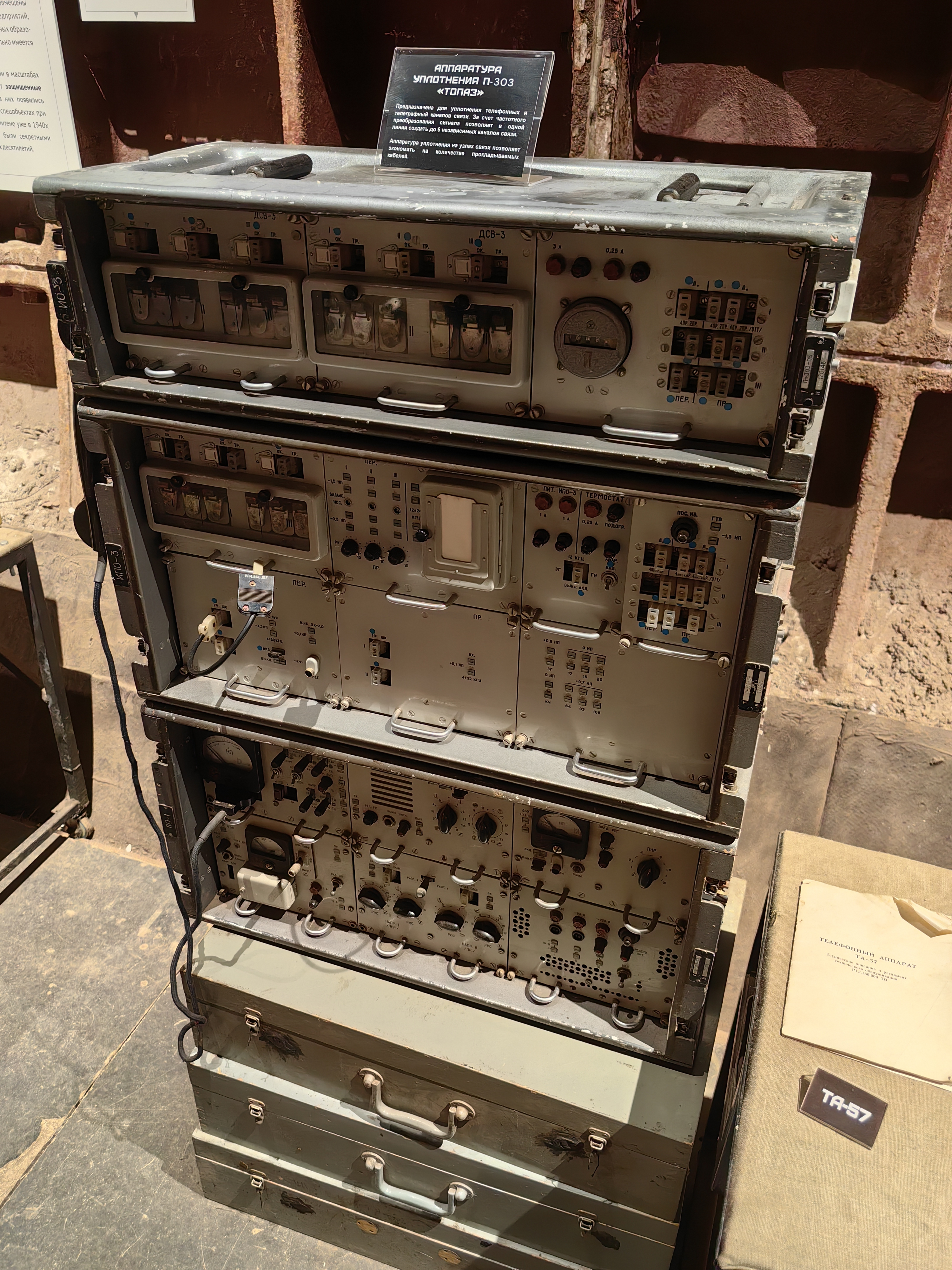
П-303 Топаз в музее Бункер-703

П-301 «Топаз» — аппаратура уплотнения (каналообразующая аппаратура) кабелей дальней связи П-296. Предназначена также для уплотнения радиорелейных линий 24 телефонными каналами, выделения из каждого направления передачи до 12 телефонных каналов. Разрабатывалась в 1961—1972 годах, с 1974 года принята на вооружение. К этой серии относится также аппаратура уплотнения типов П-300, П-302 и П-303. Следующей в модельном ряду стала аппаратура типа П-330.

## Состав магистрали
- Каналообразующая аппаратура оконечных станций П-301-0
- Аппаратура обслуживаемых усилительных пунктов (ОУП) П-301-П
- Аппаратура необслуживаемых усилительных пунктов (НУП) П-301-НУП
- Аппаратура выделения каналов П-301-В

## Характеристики питающей кабельной линии
- Максимальная дальность связи: до 1000 км
- 6 необслуживаемых усилительных пунктов
- Длина усилительного участка: 5 — 10 км
- Длина секции регулирования: 70 км

## Характеристики аппаратуры

### Физические
- Масса: 800 кг
- Срок подготовки к работе после включения: 30 мин.
- Электропитание при частоте 50 Гц и напряжении 220 В
- Диапазон температур: -10 С до +50°С, относительная влажность воздуха 98% при температуре до +35°С

### Технические
- Однокабельная четырёхпроводная линия с частотным уплотнением
- 24 канала ТЧ
- Линейный спектр частот: 12,3 — 107,7 кГц
- Входное сопротивление линейных трактов: 135 Ом
- Контрольные частоты 16, 64 и 104 кГц
- Эффективно передаваемые полосы частот:
  - КТЧ: 0,3 — 3,4 кГц
  - ШК-12: 12,3 — 23,4 кГц
  - ШК-48: 60 — 108 кГц